# Carrer d'Isaac Albéniz (Tiana)
El Carrer d'Isaac Albéniz és una via pública de Tiana (Maresme) inclosa a l'Inventari del Patrimoni Arquitectònic de Catalunya.

## Descripció
És un conjunt de construccions situades a ambdós costats de la cèntrica Avinguda Albéniz, que representa la continuació de la carretera Montgat-Mollet. Es tracta d'un eixample de l'antic nucli urbà, realitzat a començaments de segle. No es pot dir que es tracti d'un conjunt de construccions homogènies pel que fa a l'estil, però conserva obres importants, entre les quals destaca el Casino de Tiana, de l'arquitecte Ramon Maria Riudor i Capella, d'estil modernista i de grans dimensions (1910); és també considerat modernista el petit edifici de l'antiga estació del tramvia de Tiana. També es poden trobar obres de tipus eclèctic del mateix Ramon M. Riudor, com és l'edifici situat just al davant del Casino.